# Prosopeia personata
Prosopeia personata е вид птица от семейство Psittaculidae. Видът е почти застрашен от изчезване.

## Разпространение
Видът е разпространен във Фиджи.